# Rotunden (tidsskrift)
Rotunden (ISSN 0908-6781) var et dansk tidsskrift.
Det blev udgivet at Statsbiblioteket i Aarhus mellem 1993 og 2009.
Artiklerne kunne for eksempel handle om Frits Johansen-samlingen i Statsbiblioteket, Thøger Larsen-samlingen eller Kvindesagsforkæmperen Kirstine Holmsgaard.
Et nummer fra 2004 var helliget Johannes V. Jensen.